# فرانز هالدر
فرانز ريتر فون هالدر (بالألمانية: Franz Halder) (30 يونيو 1884 -2 أبريل 1972) كان جنرالاً ألمانياً ورئيساً لهيئة أركان الحرب الألمانية حتى سبتمبر 1942 عندما صُرف بسبب تعارض أرائه مع أراء أدولف هتلر.

## نشأته
ولد في فورتسبورغ وكان أبوه الجنرال ماكس هالدر، في 1902 التحق بفوج المدفعية الميداني البافاري الملكي، ورُقّي إلى ملازم أول في عام 1904 بعد تخرجه من المدرسة الحربية في ميونخ، بعد ذلك التحق بمدرسة المدفعية (1906 -1907) والأكاديمية الحربية البافارية(1911-1914) في ميونخ.

## الحرب العالمية الأولى
في عام 1914 خلال الحرب العالمية الأولى أصبح هالدر ضابطاً للمدفعية، حيث خدم في مركز قيادة فيالق الجيش الثالث. في أغسطس 1915 رُفي لرتية كابتن في مركز القيادة الرئيسة المسمى (بالإنجليزية: Crown Prince of Bavaria) لفصيل المشاة السادس. خلال عام 1917 خدم كضابط هيئة أركان في وحدة قيادة عمليات الجيش الثاني قبل أن يُنقل إلى الجيش الرابع.

## ما بين الحربين
بين عامي 1919 و1920 خدم هالدر في وزارة الدفاع فرع التدريب وبين عامي 1920 و1923 أصبح مدرب تكتيكات مع حكومة فايمار في ميونيخ.
في مارس 1924 رُقّي هالدر إلى لواء، وفي عام 1926 أصبح مديراً للعمليات في هيئة أركان الحرب الرئيسية لحكومة فايمار السابعة في ميونيخ. وفي عام 1929 رقّي لرتبة كولونيل، ومن أكتوبر 1929 إلى أواخر 1931 خدم في وحدة التريب التابعة لوزراة الدفاع.
بعد ترقيته إلى كولونيل، خدم هالدر كرئيس لهيئة أركان الحرب وكان الهدف الرئيسي في البداية هو حماية شرق بروسيا من أي تهديد بولندي.
بعد ترقيته إلى عميد في أكتوبر عام 1934 خدم كقائد لواء المشاة السابع في ميونيخ.
ظهر هالدر كضابط هيئة أركان كفء ومخطط بارع لذلك رُفي عام 1936 كجنرال لواء وأصبح مدير هيئة المناورات وبين أكتوبر 1937 وفبراير 1938 قاد مناورات تدريبية هامة.
ثُم رُقّي هالدر لرتبة نائب الجنرال خلال هذه الفترة كان الجنرال كايتل يحاول إعادة تنظيم القيادة العليا للجيش الألماني، فطلب من هايدر أن يتولى رئاسة هيئة الأركان مع الجنرال فالتر فون ريخناو لكن أعلن هالدر أنه لا يستطيع العمل مع ريخناو بسبب مشاكل شخصية، فأغرى كايتل هتلر بتعيين فالتر فون بروشتش آمراً لقيادة الجسش الألماني وعندها وافق هالدر على منصب رئاسة الأركان.
بعد أسبوع قدم هالدر خططاً لهتلر حول اجتياح تشيكوسلوفاكيا بحركة الكماشة مع الجنرال رندشتدت وويلهلم ريتر فون ليب
أمر هتلر ريخناو أن يقوم بالاندفاع نحو براغ. ناقش هالدر مع بعض الجنرالات فكرة تنحية هتلر من السلطة للحفاظ على السلام. بعد يومين دخلت الجحافل الألمانية تشيكوسلوفاكيا.

## الحرب العالمية الثانية

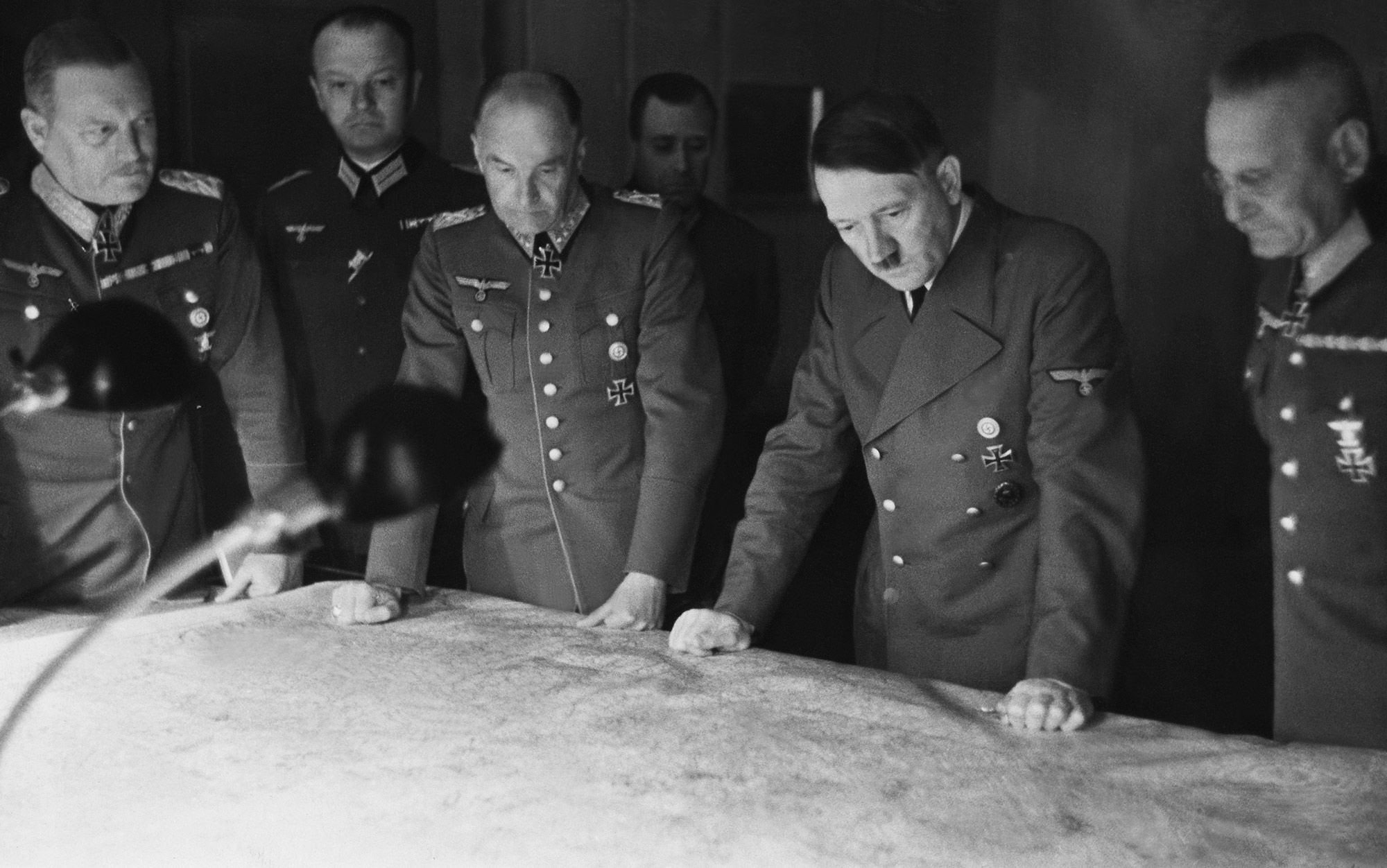
هتلر في مقر القائد الأعلى للجيش المشير فون براوتشيتش

خلال ربيع 1939 عمل هالدر مسودة لخطط غزو بولندا وصرح أنه ظن الضباط البولنديين أغبياء وأن الحرب سوف تستمر ل2-3 أسابيع.
في 1 سبتمبر 1939 غزت ألمانيا بولندا وبذلك اندلعت الحرب العالمية الثانية وفي 19 سبتمبر تسلم هالدر معلومة من أمر ال(SS) رينهارد هايدريش بأن عملية تنظيف البيت بدأت ولذلك تم انتقاد هالدر بأنه كان على علم مبكر بعمليات قتل اليهود قبل الوقت الذي صرح به أثناء المقابلات فيما بعد.
في نوفمبر 1939 كان هالدر يريد التآمر مع بروشتش للقصور من خطط هتلر بتوسيع الحرب وقد لكن القسم للفوهرر قيده، ولكن بروشتش رفض، كان هالدر كغيره من الضباط يعارضون خطط هتلر ولكن القسم للفوهرر منعه من التحرك المباشر ضده، هالدر فكر أن الموقف يائس لدرجة أنه كان يريد أن يقتل هتلر بنفسه وكولونيل مقرب من هالدر كتب في مذكراته أن هالدر قال «لعدة أسابيع كنت أحمل مُسدساً في جيبي كلما زرت أميل (الاسم المستعار لهتلر)».
في نهاية 1939 كان هالدر يراقب خطة غزو فرنسا والبلقان وقد شكك في البداية من نجاح الخطة ولكن الخطة الذكية للجنرال إريش فون مانشتاين عبر غابات الأردين أثبتت نجاحها، في يوليو 1940 رُفي هالدر لرتبة كولونيل جنرال وبدء العمل على عملية بارباروسا لغزو الاتحاد السوفيتي.
خلال صيف 1942 قال هالدر لهتلر أنه لم يقدر أعداد الجيش الروسي لكن هتلر احتج بأن الروس مكسرويين، هتلر لم تعجبه اعتراضات هالدر حول أرسال الجيش ال11 لمانشتاين والخطة الضعيفة لغزو القوقاز، فأحاله هتلر للتقاعد بحجة أنه لم يعد يملك عقلية الحرب المغامرة.
بعد محاولة اغتيال هتلر اعتقل هالدر من قبل الغيستابو، بالرغم من أنه لم تكن له علاقة، وصُرف من الجيش في 31 يناير 1945 إلى أن حررته القوات الأميركية لكنه ظل معتقلاً لسنتين.

## بعد الحرب
عمل هالدر كمستشار ومؤرخ للقسم التاريخي للجيش الأمريكي، مات في عام 1972.

## روابط خارجية
- فرانز هالدر على موقع الموسوعة البريطانية (الإنجليزية)
- فرانز هالدر على موقع مونزينجر (الألمانية)
- فرانز هالدر على موقع إن إن دي بي (الإنجليزية)